# Запольні Пертнури
Запо́льні Пертну́ри (рос. Запольные Пертнуры, марій. Шойыл Пӧртнур) — присілок у складі Гірськомарійського району Марій Ел, Росія. Входить до складу Ємешевського сільського поселення.

## Населення
Населення — 136 осіб (2010; 161 у 2002).
Національний склад (станом на 2002 рік):
- гірські марійці — 37 %
- марі — 60 %